# 化身ラマ
化身ラマ（けしんラマ）は、チベット仏教の教義上において、この世の衆生を教え導くために、如来、菩薩、過去の偉大な仏道修行者の化身（応身）としてこの世に姿を現したとされるラマ（師僧）を指す。転生ラマと表記されることもある。

## 呼称
チベット語ではトゥルク（ラテン文字慣用表記：Tulku, チベット文字：སྤྲུལ་སྐུ, ワイリー方式：sprul sku）であり、化身を意味するサンスクリット語のアヴァターラに相当する。
また、チベット語にはリンポチェ（ラテン文字慣用表記：Rinpoche, チベット文字：རིན་པོ་ཆེ་, ワイリー方式：rin po che）という言葉がある。これは本来、如意宝珠の意味であり傑出した仏道修行者に与えられる尊称である。トゥルクの認定を受けた仏道修行者は、一般にリンポチェの尊称で呼ばれることになるが、リンポチェがすべてトゥルクであるとは限らない。
中国語では、トゥルクおよびリンポチェに対して、活佛を訳語に充てることから、日本でもそれらに対して活仏（かつぶつ）・転生活仏（てんしょうかつぶつ・てんせいかつぶつ）という訳語が使用される事が多い。ただし、これら中国語・日本語の「活佛（仏）」「転生活仏」という訳語の妥当性については、議論がある。「トゥルク」と「リンポチェ」の混同の問題、実際には「仏陀（如来）」「菩薩」「過去の偉大なラマ」の化身の別があるにもかかわらず、「活佛（仏）」「転生活仏」とすべて仏（佛）と表現している問題、「活仏」の字面によってこれを「生き仏」と言い換えてしまう問題、などである。

## 運用
化身ラマは、すべての衆生を涅槃に導き救い終わるまで、何度でもこの世に化身として生まれて来るとされる。チベットでは多くの高僧が化身ラマとみなされて尊崇される。化身ラマが遷化（死亡）すると、その弟子が夢告やラマの生前の予言（遺言）などに基づいて転生者を捜索し、候補者とされた童子に先代ラマの遺品を選び取らせるなどして、前世の記憶を確認するという方法により、先代ラマと師弟関係にあった高位のラマや所属宗派の管長である高位のラマによって、化身ラマと公式に認定される。また、ダライ・ラマによって追認されることも多い。認定を受けた童子は、先代ラマの僧院で即位して化身ラマ名跡を継承し、以後ラマ（師僧）としての厳しい英才教育を受けることになる。以上が一般的な化身ラマ認定のプロセスである。

## 歴史
歴史的には、14世紀中期に興ったカルマ・カギュ派が、化身ラマによる転生継承制度を初めて法主の選任に採用した。化身ラマ名跡の元祖であるカルマパの誕生である。その後、対立関係にあるゲルク派でも、16世紀中期に貫主の転生者を選任するようになった。すなわち、ダライ・ラマである。チベット仏教でも本来は師資相承が基本であったが、中世の一時期、権力を持つ高僧を特定の氏族が半世襲的に輩出する氏族教団化や、公然たる世襲も行われるようになっていた。その中で化身ラマによる転生継承制度は、旧勢力への対抗措置、血縁主義の弊害排除、僧侶の妻帯を禁ずる戒律復興の動きに合致したことなどが相まって、各宗派に取り入れられた。

## 各宗派での特徴
転生継承制度はチベット仏教に特有なものであるが、生身の人間を仏陀・菩薩・過去の偉大な修行者などの化身として尊崇することは、三身論を説く大乗仏教においては特異なことではない。日本仏教においても明治以前には、各宗派の祖師たちは仏陀・菩薩などの化身として尊崇されていた。例えば、聖徳太子は如意輪観音の化身。浄土真宗の開祖・親鸞は観音菩薩の化身、奈良時代の僧行基は文殊菩薩の化身、真言宗の開祖・空海は不空三蔵の転生仏ともされ本地は弥勒菩薩（また一説には如意輪観音の化身）、浄土宗の開祖・法然は勢至菩薩の化身と見なされていた。また、中国唐代の禅僧・釈契此（布袋）は弥勒菩薩の化身と見なされていた。
大乗仏教では、完全な仏陀の境地を成就した者は、凡夫のように煩悩とカルマによって再生することはないが、慈悲によって無数の化身を現すことが出来るとされる。そのため、高位の化身ラマが遷化した場合、次の世で複数の化身となって現れることもあるとされる。

## 現在の主な化身ラマの名跡

### ゲルク派
- ダライ・ラマ：観音菩薩の化身とされる。
- パンチェン・ラマ：阿弥陀如来の化身とされる。

### カギュ派
- カルマパ：観音菩薩の化身とされ、化身ラマの元祖である。
- シャマル・リンポチェ：阿弥陀如来の化身とされる。
- タイシトゥ・リンポチェ（英語版）：弥勒菩薩の化身とされる。
- ジャムグン・コントゥル・リンポチェ（英語版）：文殊菩薩の化身とされる。ジャムグン・コントゥル・ロドゥ・タイェに始まる。

### ニンマ派
- ミパム・リンポチェ：文殊菩薩の化身とされる。ジュ・ミパム・ギャツォ（英語版）に始まる。
- チョリン・リンポチェ：文殊菩薩の化身とされる。

### サキャ派
- ジャムヤン・キェンツェ・リンポチェ：文殊菩薩の化身とされる。ジャムヤン・キェンツェ・ワンポ（英語版）に始まる。

### モンゴル仏教
- チャンキャ・ホトクト
- ジェプツンダンバ・ホトクト

## 対立化身ラマ
化身ラマの名跡の継承は転生によるため、継承者の認定をめぐって教団内に対立が起こる場合がある。最悪の場合には、複数の勢力が各々候補者を擁立して、一つの化身ラマの名跡をめぐって争い、教団が分裂することもある。以下はその例である。
ダライ・ラマ6世
ダライ・ラマ6世ツァンヤン・ギャツォの廃位の後、オイラト族のホシュート部によって対立ダライ・ラマ6世としてガワン・イェシェー・ギャムツォが擁立された。
パンチェン・ラマ11世
ダライ・ラマ14世によってゲンドゥン・チューキ・ニマ（テンジン・ゲンドゥン・イェシェー・ティンレー・プンツォク・ペルサンポ）が認定されたが、中国政府はそれを認めずにゲンドゥン・チューキ・ニマを拉致し、対立パンチェン・ラマ11世としてギェンツェン・ノルブを擁立した。
カルマパ17世
カルマパはカルマ・カギュ派の教主。同派の多数派によってウゲン・ティンレー・ドルジェが認定され、ダライ・ラマ14世の承認も受けたが、同派の少数派はそれを認めず、対立カルマパ17世としてティンレー・タイェ・ドルジェを擁立した。